# Ясенок (Сумская область)
Ясенок (укр. Ясенок) — село,
Чернетчинский сельский совет,
Краснопольский район,
Сумская область,
Украина.
Код КОАТУУ — 5922387604. Население по переписи 2001 года составляло 94 человека .

## Географическое положение
Село Ясенок находится на берегу реки Боромля,
выше по течению на расстоянии в 2 км расположены сёла Ивахновка и Видновка,
ниже по течению на расстоянии в 2 км расположено село Гапоновка.
На реке небольшая запруда.

## Известные люди
- Куроедов Николай Иванович (1919-1992) — Герой Советского Союза, родился в селе Ясенок.